# Hacienda
| Hacienda |
| --- |
| Hacienda i Mexiko, år 1908. - Betydelse – större gods i spanska (och portugisiska) kolonier - Omfattning – feodalsystem fram till 1800-talet (och i vissa länder till senare tid) - Andra ord – estancia (Argentina och Uruguay), latifundio (Chile), fazenda (Brasilien) |

Hacienda är ett spanskt ord för (en större) lantgård, lantegendom, gods eller kreatursbesättning. Det är ett förekommande ord i Latinamerikas spansktalande länder, och fenomenet fanns även i Filippinerna. Motsvarande ord på portugisiska är fazenda.

## Historik

### Bakgrund
Haciendasystemet växte fram som en följd av Spaniens och Portugals erövring av det som efter dem kom att benämnas Latinamerika. Parallellt med européernas erövring av kontinenten decimerades den inhemska indianbefolkningen, vilket ledde till att stora markområden blev herrelösa och sedan förlänades eller ockuperades av makteliten hos de iberiska erövrarna. Denna maktelit kom sedan att härska i regionen fram till modern tid. Hernán Cortés förlänades 1529 land i det som idag är Mexiko, som en av de allra första hacendados (godsägarna).

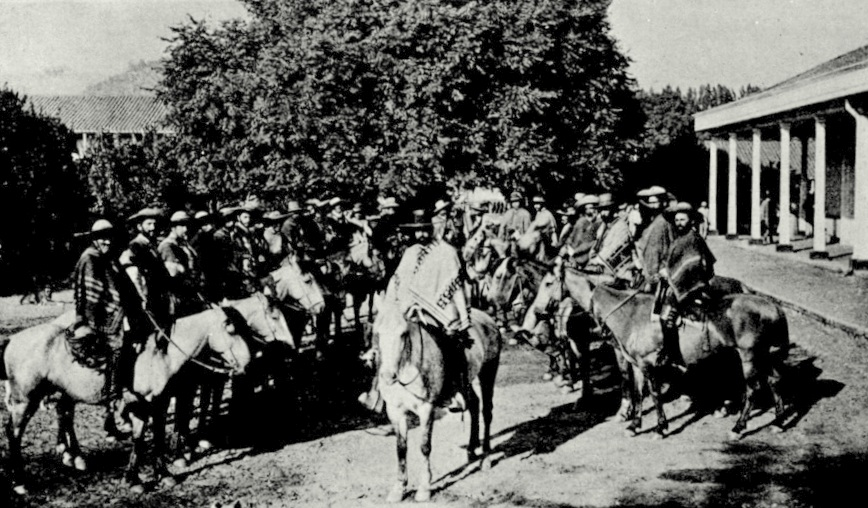
Arbetare på en chilensk hacienda (latifundio), 1903.

### Funktioner och betydelse
Arbetskraften på dessa lantegendomar bestod av – i stort sett rättslösa – indianer, mestiser, svarta och mulatter. Makt- och arbetsfördelningen som utvecklades liknade i stora delar Europas medeltida feodala system.
Även småjordbruken runtomkring var beroende av haciendornas resurser – vatten, betesmark, skogar, kvarnar med mera. Som del av den lokala makteliten hade godsägaren även ansvaret för en del myndighetsutövande och en roll som patriark.
Haciendasystemet gynnades av att marken var billig, liksom arbetskraften. Följden blev ett statiskt system med knappt något teknisk utveckling. Lantarbetarna var fast i sin fattigdom och sociala marginalisering, och godsägarnas politiska makt och inbördes fejder ledde till en kaotisk politisk utveckling med återkommande diktaturer.
Haciendasystemet utvecklades även i Filippinerna, ett asiatiskt land som också var del av det spanska kolonialimperiet. Där hade både etniska spanjorer, och personer med blandad härkomst exklusiva rättigheter över stora landområden, och inhemska filippinare utnyttjades som billig arbetskraft. Systemet fortsattes även efter landets självständighet 1946, trots vissa jordreformer under senare år.

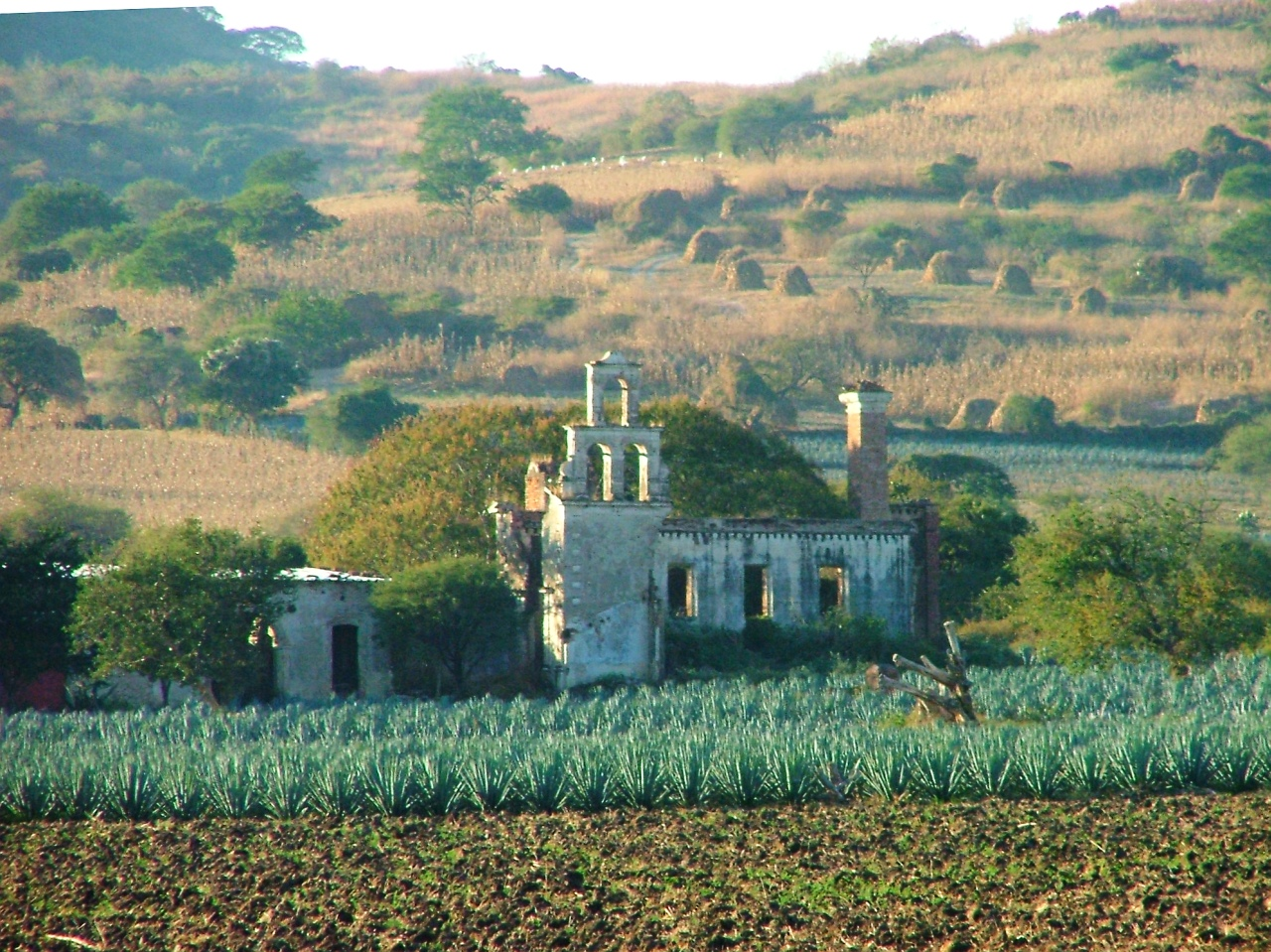
Övergiven hacienda i Mexiko, 2004.

### Nedgång
Under 1800-talet minskade haciendasystemets betydelse, parallellt med att många tidigare spanska kolonier blev självständiga stater. I Dominikanska republiken delades storgodsen upp i mindre lantegendomar eller jordbruk. I Mexiko försvann haciendasystemet 1917, efter Mexikos revolution 1911, och systemet försvann senare på liknande sätt även från Bolivia (jordbruksreformer 1969) och Peru (vänsterrevolutionen 1952).
Haciendasystemet på Puerto Rico användes bland annat inom öns odlingar av sockerrör och kaffe. Systemet minskade väsentligt i betydelse efter 1950-talet, via industrialiseringen av ön.

## Olika ord
I historielitteraturen är begreppet hacienda ofta synonymt med Europas latifundier. Namnet på dessa lantegendomar varierar i olika latinamerikanska länder och inkluderar:
- estancia – boskapsranch i Argentina och Uruguay
- latifundio – i Chile
- fazenda – i Brasilien